# Glikohenodezoksiholna kiselina
Glikohenodezoksiholna kiselina je so žučne kiseline koja se formira u jetri iz henodezoksiholata i glicina. Ona je obično natrijumska so. Glikohenodezoksiholna kiselina deluje kao deterdžent koji ratvara masti pre apsorpcij, i sama se apsorbuje.

## Spoljašnje veze
|  | Molimo Vas, obratite pažnju na važno upozorenje u vezi sa temama iz oblasti medicine (zdravlja). |